# Duluth, Minnesota
Duluth är en stad i Saint Louis County i delstaten Minnesota i USA, belägen invid Övre sjön (Lake Superior). Duluth är administrativ huvudort (county seat) i Saint Louis County. 

## Historia
Före européernas ankomst hade ursprungsbefolkningar bott i området kring Duluth i tusentals år. De första som tog sig till regionen var paleoindianerna.
Duluth hade en av Nordamerikas största inlandshamnar. Många svenskar, särskilt från Småland och Öland, hade Duluth som utgångspunkt och hemstad. Dessa svenska immigranter arbetade ofta i skogen eller på sågverk i norra Minnesota eller i angränsande delar av Kanada. Ett vanligt sätt att ta sig fram var att tjuvåka på 'boogien' på banan upp till Port Arthur, nuvarande Thunder Bay. År 2000 hade staden 86 918 invånare. År 1960 levde där 108 000 personer.

## Personer som associeras med orten
Musikerna Bob Dylan och Bill Berry, ishockeyspelaren Jack Connolly och den kända röstgivaren Don LaFontaine är födda i Duluth.

## Vänorter
- Ohara, Japan
- Petrozavodsk, Ryssland
- Thunder Bay, Ontario, Kanada
- Växjö, Sverige